# Фомичёв, Владимир Александрович
Влади́мир Александрович Фомичёв (18 мая 1954, Алма-Ата, СССР) — советский футболист, защитник, тренер. Заслуженный тренер Республики Казахстан, кандидат педагогических наук (1999, тема «Оптимизация межигровых циклов подготовки высококвалифицированных футболистов», руководитель Кайрат Адамбеков).

## Биография
Футбольную карьеру начал в 1972 году в алматинском «Кайрате». В 1975 году окончил параллельно Казахский государственный институт физической культуры и поехал набираться практического опыта по республике. Играл за кызыл-ординскую «Орбиту» (1975—1976), усть-каменогорский «Восток» (1976—1978) и ФК «Экибастузец» (1979—1986). Здесь и закончил играть и пять лет был председателем экибастузского СК «Горняк». В 1991 году начал тренировать местную команду «Батыр» и в 1993 году добился первого успеха, приведя провинциальный клуб к серебряным медалям чемпионата Казахстана.
С 1994 года пять лет Фомичёв был главным тренером молодежной сборной Казахстана. Под его руководством команда сначала прошла в полуфинал чемпионата АФК 1998 года в Таиланде, а затем (единственная из всех стран СНГ) пробилась на Чемпионат мира по футболу среди молодёжных команд 1999 в Нигерии. А сам тренер был дважды признан АФК лучшим тренером Азии в октябре 1998 года и июне 1999 года. В той сборной начинали такие игроки, как Давид Лория, Александр Кучма, Андрей Травин, Игорь Солошенко, Айдар Кумисбеков, Евгений Тарасов, позже выступавшие и за национальную сборную Казахстана. За удачную работу с молодёжной сборной Фомичёву присвоили звание Заслуженный тренер Республики Казахстан.
В 1999—2000 годах Фомичёв был наставником олимпийской сборной страны. Команда успешно прошла отборочный цикл, но в решающих стыковых матчах со сборной Японии уступила команде Накаты путёвку на Летние Олимпийские игры 2000 года в Сиднее. В конце 2000 года был исполняющим обязанности главного тренера сборной Казахстана. Под его руководством команда провела один матч в декабре и проиграла со счётом 2:5 сборной ОАЭ. В 2001 году Фомичёв повёз сборную клубов Казахстана на Восточноазиатские игры 2001 в Японию и вернулся с бронзовыми медалями.
Параллельно Фомичёв тренировал казахстанские клубы. С 1996 по 1998 год был главным тренером ФК «Горняк», с 1998 по 2000 г. — ФК «Кайрат-ЦСКА» (Алматы), в 2001 году — «Мангыстау». В 2002 году тренировал столичный «Женис» и выиграл 17 октября Кубок Казахстана по футболу 2002. В 2003 году — главный тренер «Экибастузца». C 2004 по 2006 год возглавлял ФК «Окжетпес» Кокчетав, в 2007 году тренировал узбекский клуб «Насаф» Карши, а в 2008—2010 — казахстанский «Тараз».
В 2010 году стал на два сезона главным тренером узбекского клуба «Машъал» Мубарек . В конце 2012 года вернулся в Казахстан и тренировал в 2013 году усть-каменогорский «Восток», в 2014 году возглавлял Центр подготовки калининградской «Балтики» в России, а затем в 2015 году принял клуб первой лиги Казахстана «Кызыл-Жар СК» Петропавловск.

## Тренерские достижения

### Командные
- Вице-чемпион Казахстана 1993 с «Батыром»
- Бронза на Восточноазиатских играх 2001 со сборной клубов Казахстана
- Обладатель Кубка Казахстана 2002 с «Женисом»

### Личные
- Лучший тренер Азии в октябре 1998 года по версии АФК
- Лучший тренер Азии в июне 1999 года по версии АФК.

## Семья
Сын Илья — также футболист, выступал в Казахстане, Финляндии и Узбекистане.
Сын Кирилл — массажист футбольного клуба «Иртыш», работал и в других клубах Казахстана.